# Список альбомов № 1 в США в 2014 году (Billboard)

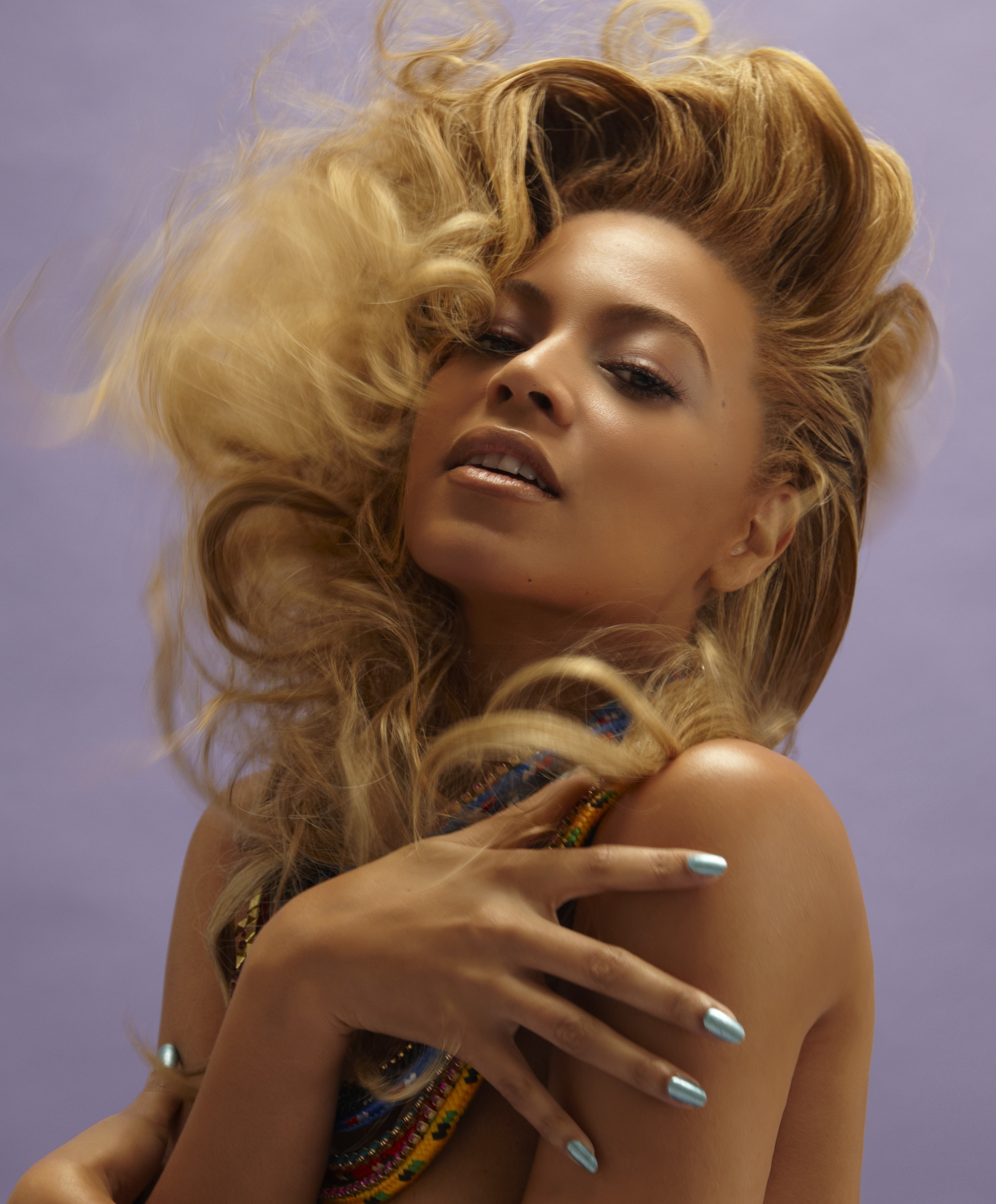
Американская певица Бейонсе со своим альбомом Beyoncé стала первым лидером 2014 года.

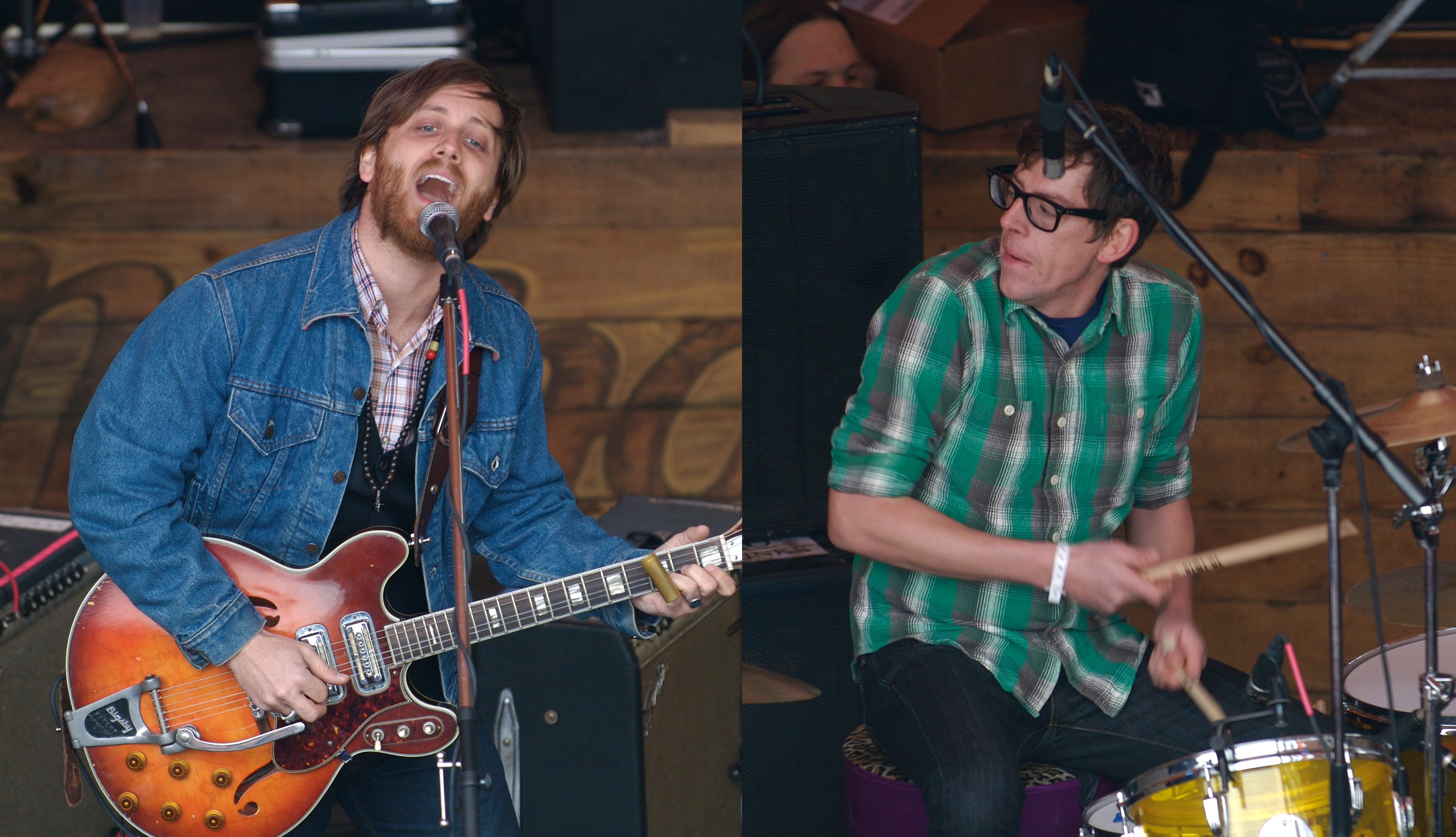
Рок-группа The Black Keys со своим альбомом Turn Blue впервые в карьере на № 1 в США.

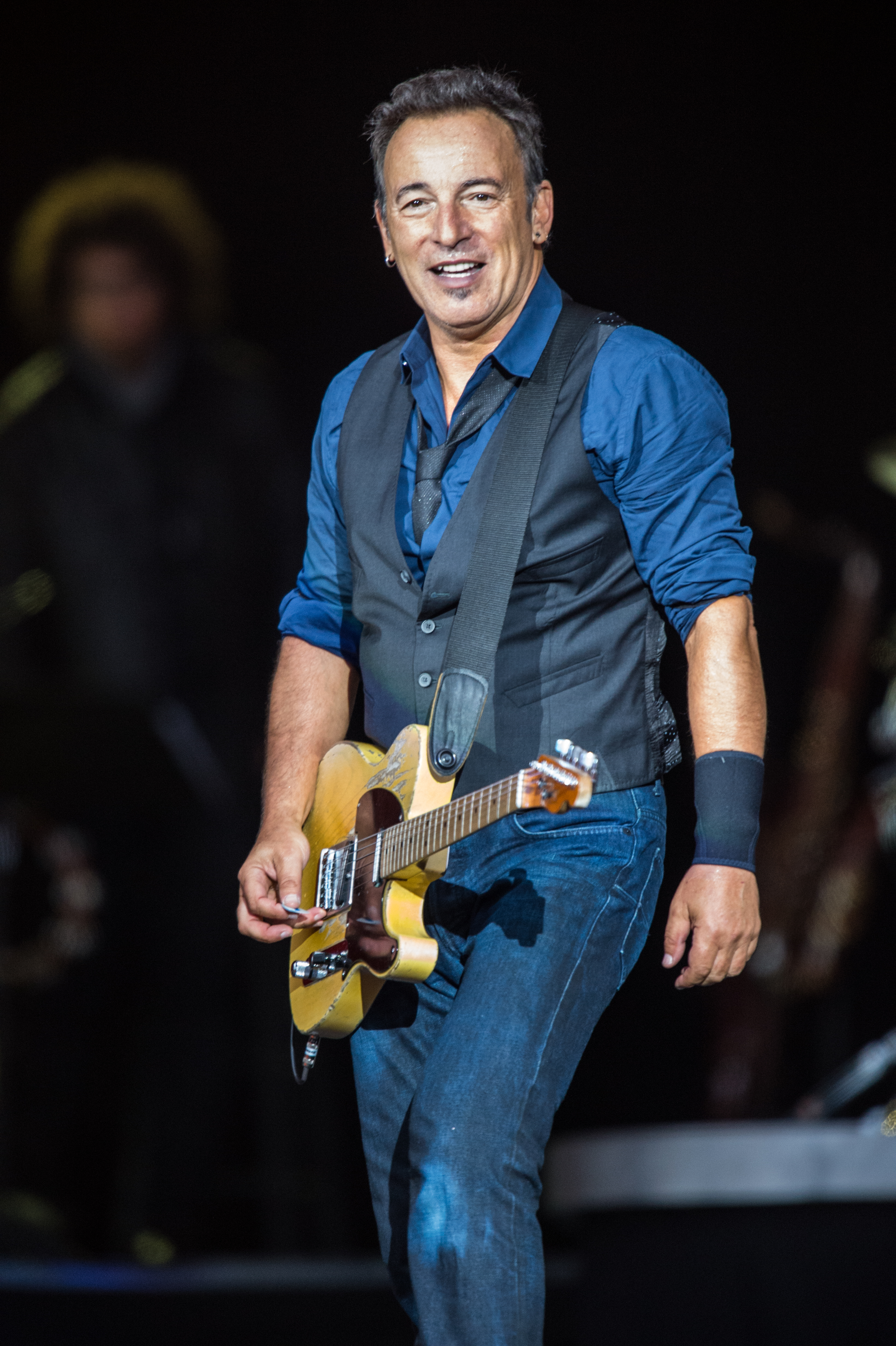
Нестареющий Брюс Спрингстин со своим альбомом High Hopes в 11-й раз в карьере на № 1 в США.

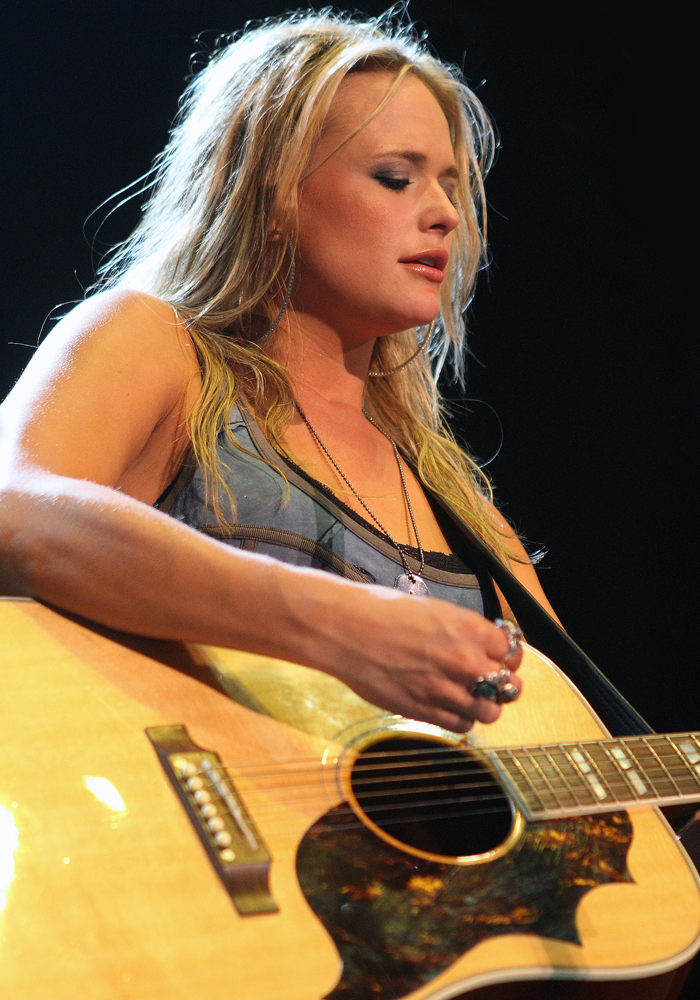
Кантри-певица Миранда Ламберт со своим альбомом Platinum стала № 1 в США, как и ранее её муж Блейк Шелтон. Третий в полувековой рок-истории случай после свадьбы.

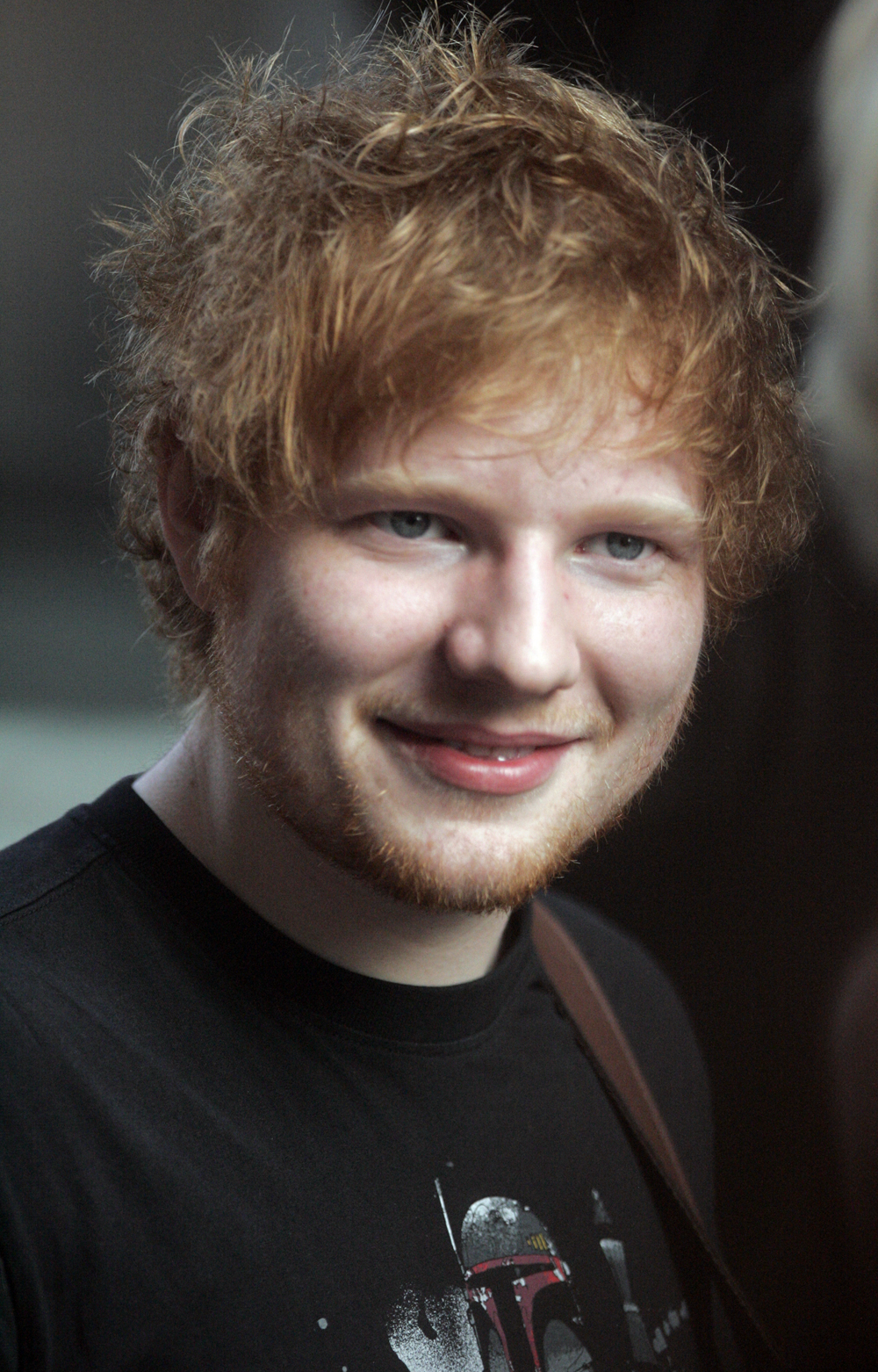
Англичанин Эд Ширан со своим альбомом X впервые на вершине чарта США.

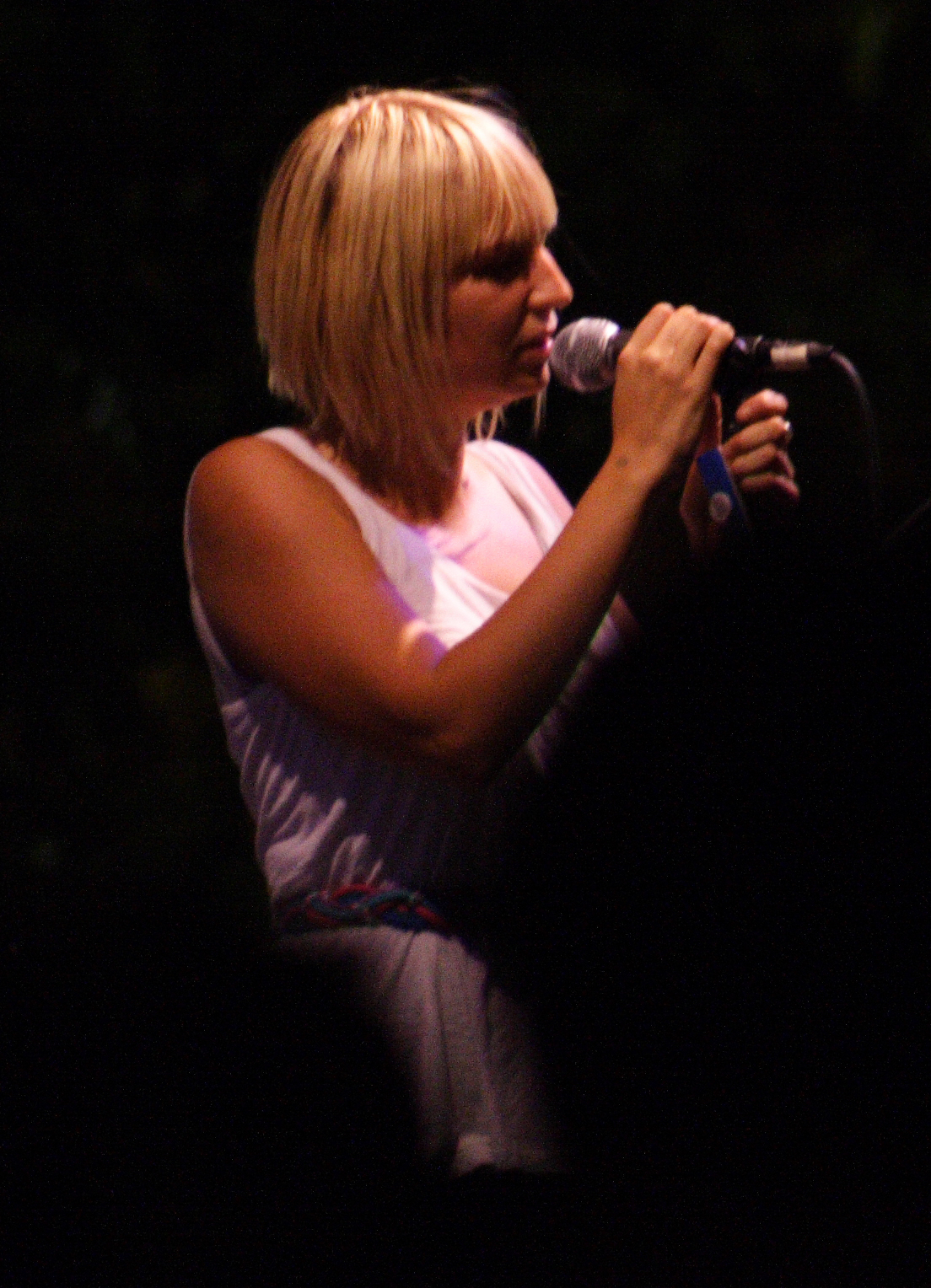
Австралийка Сия Ферлер со своим альбомом 1000 Forms of Fear впервые на вершине чарта США.

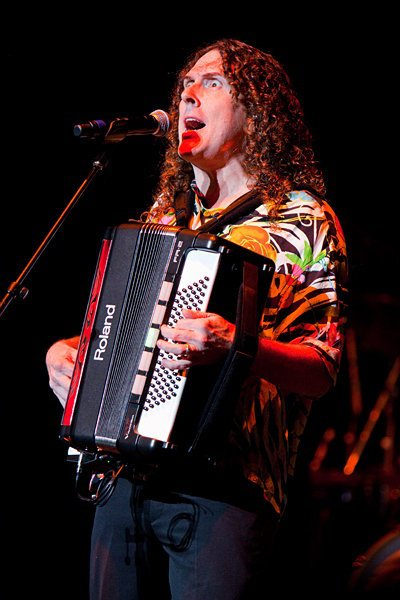
Музыкальный пародист «Странный Эл» Янкович со своим альбомом Mandatory Fun впервые на вершине чарта США.

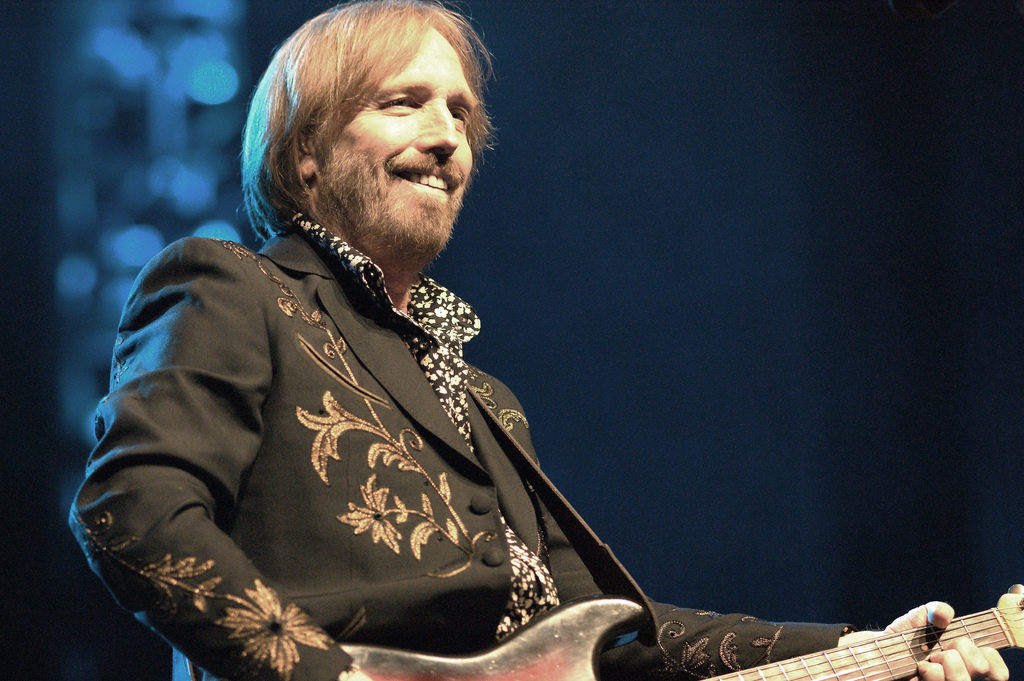
С 1977 года ждал Том Петти первого места (Hypnotic Eye) для своей рок-группы Tom Petty and the Heartbreakers.

Список альбомов № 1 в США в 2014 году (#1 2014 Billboard 200) включает альбомы, возглавлявшие главный хит-парад Северной Америки каждую из 52 недель 2014 года по данным старейшего музыкального журнала США Billboard.

## Методология с 2014 года
Начиная с чарта 13 декабря снова изменилась методология подсчётов рейтинга Billboard 200 и введено понятие альбомных эквивалентных единиц. Теперь к обычным продажам дисков (Top Album Sales) добавился учёт цифровых интернет-заказов и проигрываний треков с альбома (on-demand streaming + digital track sales). Новый чарт Billboard 200 учитывает, что продажа каждых 10 цифровых треков с альбома эквивалентны продажи одного альбома (track equivalent albums, или TEA), а 1500 проигрываемых песен (song streams) с альбома равны продажи одного альбома (streaming equivalent albums, или SEA). Учитываются все крупнейшие радиоподписные радио-службы (on-demand audio subscription services), например, такие как Spotify, Beats Music, Google Play и Xbox Music. Жанровые альбомные чарты (Country, R&B/Hip-Hop, etc.) по прежнему будут ориентироваться на истинные продажи альбомов (Top Album Sales).

## История
- Первым лидером 2014 года стал пятый студийный альбом Beyoncé американской певицы Бейонсе, который в 2013 году уже лидировал одну неделю в США. Это 5-й её чарттоппер после предыдущих: «Dangerously In Love» (2003), «B’Day» (2006), «I Am… Sasha Fierce» (2008) и «4» (2011)[6][7][8]. 11 января лидерство продлилось до двух недель. Только пять исполнителей в истории США достигали первого места Billboard 200 с эпонимическими (одноимёнными) альбомами не в начале, а в середине своей карьеры. Fleetwood Mac’s «Fleetwood Mac» (1976) был уже 10-м их студийным диском. The Beatles' «The Beatles» (1968, или The White Album) был их 9-м студийным альбомом в США (исключая саундтреки и сборники). Альбом «Heart» (1985) группы Heart был их 8-м студийным альбомом. «Metallica» (1991) стал для группы Metallica 5-м диском. Альбом «Janet.» (1993) был для певицы Janet Jackson также 5-м студийным, как и у Бейонсе[9].
- 18 января на первое место вышел альбом Frozen, саундтрек к мультфильму «Холодное сердце» (он уже 6 недель находится на № 1 в Top Soundtracks). «Frozen» стал лишь 4-м саундтреком анимационного фильма, достигшим № 1 в США за всю историю Billboard 200 с 1956. Ранее это удалось сделать только трём мультикам: «Curious George» (Любопытный Джордж, 1 неделя на № 1 в 2006 году), «Pocahontas» (Покахонтас, 1 неделя № 1 в 1995) и «The Lion King» (Король Лев, 10 недель № 1 в 1994 и 1995)[10]. Или 5-м, если считать с 1950 года, когда лидировал саундтрек «Золушки»: «Cinderella» (2 недели на № 1 в 1950)[11].
- Брюс Спрингстин в 11-й раз возглавил хит-парад лучших альбомов США (третий результат за всю историю), уступая по этому показателю только Beatles (19 альбомов № 1) и Jay Z (13)[12].
- В феврале Frozen вернулся на первое место (в сумме 3 недели на № 1 и уже 9 недель он находится на № 1 в Top Soundtracks). Ежегодный сборный диск «2014 Grammy Nominees» дебютировал на № 2 (это высший результат этой серии за все 20 лет его издания и это 13-й из них вошедший в top-10, что сделало «Grammy Nominees» одной из наиболее успешных франчиз в истории музыки. Более успешной остаётся серия «Now», у которой 53 диска вошли в top-10, далее две другие франчизы: Kidz Bop Kids’ «Kidz Bop» (18 альбомов в top-10) и «Glee» (15 альбомов и EP в top-10)[13].
- В 5-й раз попал на первое место чарта рэпер Rick Ross (с альбомом Mastermind). Среди рэперов по числу альбомов № 1 лидируют: DMX (5), 2Pac (5), Nas (6), Kanye West (6), Eminem (7), Jay Z (13 альбомов, побывавших на первом месте в США)[14].
- В 12-ю неделю нахождения альбома Frozen на первом месте хит-парад США (и 20 недель в Top 10) он также 22 недели был на № 1 в Top Soundtracks[15].
- Альбом Turn Blue стал первым в карьере группы The Black Keys на первом месте в США. Одновременно на № 2 Billboard 200 дебютировал новый посмертный альбом «Xscape» певца Майкла Джексона. Он стал 10-м для Майкла альбомом, попавшим в американский Top-10 после предыдущих успехов: «Ben» (No. 5, 1972), «Off the Wall» (No. 3, 1980), «Thriller» (No. 1, 1982), «Bad» (No. 1, 1987), «Dangerous» (No. 1, 1992), «History: Past, Present and Future Book 1» (No. 1, 1995), «Invincible» (No. 1, 2001), и посмертные релизы «Michael Jackson’s This Is It» (No. 1, 2009) и «Michael» (No. 3, 2010)[16].
- 11 июня альбом Platinum (180 000 копий) кантри-певицы Миранда Ламберт стал первым её на вершине американского чарта, а она 11-й кантри-певицей, получившей № 1 за всю полувековую историю чарта (с 1956 во главе чарта Billboard 200 были более 400 исполнителей). Последний раз до Ламберт на № 1 в США среди кантри-певиц была 29 ноября 2008 года Тейлор Свифт, которая тогда лидировала с диском «Fearless». Одновременно на № 7, 9 и 10 попали сразу три альбома одной легендарной рок-группы Led Zeppelin: переиздания старых дисков в виде расширенных версий (expanded versions), «Led Zeppelin», «Led Zeppelin II» и «Led Zeppelin III» (с тиражами 37,000, 34,000 и 32,000 копий, соответственно). Led Zeppelin стали первым исполнителем, имевшим одновременно три альбома в Top 10 впервые после того, как Уитни Хьюстон сделала то же самое (посмертно) 17 марта 2012 года[17].
- Супруги № 1. Диск Platinum певицы Миранда Ламберт позволил стать ей и её мужу Блейку Шелтону 5-й супружеской парой, в которых оба супруга имеют альбомы № 1 в США (они женаты с мая 2011 года, а диск Шелтона Red River Blue стал № 1 в июле 2011 года). После свадьбы на первых местах побывали такие пары как Tim McGraw и Faith Hill (женаты с октября 1996 года), Beyonce и Jay Z (у каждого за это время было по 3 диска № 1; они женаты с апреля 2008 года). Если же учитывать и карьеру до свадьбы, то как минимум, ещё три пары имеют альбомы № 1. Это Bobby Brown (№ 1 был в 1989) и Whitney Houston, но за 15 лет совместной жизни у Брауна не было чарттопперов. Gwen Stefani и Gavin Rossdale имели свои альбомы № 1 в составе своих прежних групп No Doubt и Bush, соответственно, до женитьбы в 2002 году. Avril Lavigne и Chad Kroeger (Nickelback) оба имели свои № 1 ещё до свадьбы в 2012 году[18].
- 12 июля 2014 года альбом x Эд Ширан стал № 1 (210,000 копий) и лучшим дебютом для британского певца-мужчины за 10 лет: в октябре 2004 также успешно стартовал Rod Stewart’s «Stardust … The Great American Songbook Vol. III» (# 1 с тиражом в 240,000). Но, так как, на № 2 находился ещё один британец (Сэм Смит с диском «In the Lonely Hour»), то был поставлен ещё один британский рекорд в США за последние уже 20 лет. Именно тогда также два британца были одновременно на 1 и 2-м местах в Billboard 200. Это случилось 27 марта 1993 года, когда when Eric Clapton's «Unplugged» и Sting's «Ten Summoner's Tales» были соответственно на первом и втором местах в США. (Если учитывать ещё и группы, то последний раз два британских исполнителя лидировали в топе 20 октября 2012 года — Mumford & Sons' «Babel» и Muse's «The 2nd Law»)[19]. Другой рекорд Ширана: он стал первым за 20 лет британцем (сольным певцом-исполнителем) одновременно возглавившим хит-парады США и Великобритании со своим альбомом. В последний раз это удалось сделать в 1994 году диску From The Cradle Эрика Клэптона. Семь других британских певцов bмеют такое же трансатлантическое достижение: Elton John (4 раза), John Lennon (2), Phil Collins (2), George Harrison, Rod Stewart, Paul McCartney и George Michael (у МакКартни есть ещё 2 чарттоппера вместе с группой Wings, а у Джорджа Майкла ещё 2 на № 1 вместе с группой Wham!). Альбом Frozen в эту первую неделю июля 2014 года был уже 31 неделю на № 1 в Top Soundtracks[20].
- Альбом Mandatory Fun комедианта «Странный Эл» Янкович стал первым за полвека комедийным альбомом на № 1. Альбом Frozen в эту последнюю неделю июля 2014 года был уже 34 недели на № 1 в Top Soundtracks и 30 недель подряд в Top-5 общего спсика альбомов Billboard 200. Это рекордный результат впервые после диска 21 Адели, который 39 недель продержался в пятёрке лучших в 2011 году[21][22]. Одновременно с альбомным достижением Янкович стал 3-м в истории после Майкла Джексона и Мадонны исполнителем, у которых есть хиты в Top-40 каждые из последних четырёх десятилетий подряд. Это его эксцентричные пародийные синглы: новый «Word Crimes» (#39, июль 2014), «Eat It» (#12 , апрель 1984), «Smells Like Nirvana» (#35, май 1992) и «White & Nerdy» (#9, октябрь 2006)[23].
- Альбом Hypnotic Eye стал первым на № 1 в Billboard 200 в карьере рок-группы Tom Petty and the Heartbreakers со времени их дебюта в чарте в 1977 году. Ранее лучшим достижением было второе место в 2010 году у диска 2010’s Mojo. Дольше всех первого места ждал Тони Беннетт — 54 года, с 1957 (альбом «Tony») по 2011 год, когда его «Duets II» занял наконец-то первое место в США. Одновременно другой рок-ветеран Эрик Клептон дебютировал в августе на втором месте с новым своим диском The Breeze: An Appreciation of JJ Cale (с участием Джона Мейера и Вилли Нельсона). Саундтрек Frozen после рекордных 31 недели подряд в пятёрке лучших дисков покинул Top-5, но уже 34-ю неделю находится в Top-10 (с 29 декабря 2013 года)[24].
- Альбом Partners певицы Барбры Стрейзанд 4 октября возглавил хит-парад США, поставив исторический рекорд. Стрейзанд стала первой в истории исполнительницей, которой 6 десятилетий подряд удаётся с одним из своих альбомов быть № 1 в чарте. Альбом стал 10-м в карьере певицы чарттоппером и позволил занять ей 4-е место по этому показателю среди всех певцов и групп после Beatles (19 дисков № 1), Jay Z (13), Bruce Springsteen (11) и Elvis Presley (10). Первый раз Барбра была на первом месте ровно 50 лет назад: People стал № 1 31 октября 1964 года[25].
- Альбомы Bringing Back the Sunshine Блейка Шелтона и Old Boots, New Dirt Джейсона Алдина оба стали вторыми в карьере этих кантри-певцов дисками, побывавшими на первом месте[26][27].
- С 15 ноября чарт США (а также и в Великобритании) возглавил альбом 1989 певицы Тейлор Свифт с дебютным тиражом в 1,287 млн копий (крупнейший еженедельный тираж для любого альбома с 2002 года). Это её 4-й чарттоппер после предыдущих успехов: Red (№ 1 в 2012 году), Speak Now (2010) и Fearless (2008). В результате Тейлор Свифт стала первым исполнителем в рок-истории, которому удалось продать три раза подряд свыше миллиона экземпляров альбомов за дебютную неделю продаж. Одновременно и её сингл Shake It Off вернулся на первое место в Billboard Hot 100[28][29].
- 6 декабря 2014 хит-парад США возглавил 4-й подряд студийный альбом Four поп-группы One Direction, что сделало её 1-й в истории группой, сделавшей это с первого входа в чарт (дебютируя на № 1 своими первыми четырьмя альбомами: в 2013 был диск Midnight Memories, в 2012 были чарттопперы «Up All Night» и «Take Me Home»). Четыре или пять раз подряд начиная с первого диска имели свои чарттопперы солисты Britney Spears (1999—2003), DMX (первые пять в 1998—2003) и Beyonce (пять, 2003—2013) и группы The Monkees (четыре, 1966—1967) и The Kingston Trio (пять, 1958—1960). Но у двух последних групп их альбомы начинали восхождение на вершину постепенно с более низких мест[30].

## Список 2014 года
| Дата        | Альбом № 1 недели                           | Исполнитель                     | Ссылка      |
| ----------- | ------------------------------------------- | ------------------------------- | ----------- |
| 4 января    | Beyoncé                                     | Бейонсе                         | [ 6 ] [ 7 ] |
| 11 января   | Beyoncé                                     | Бейонсе                         | [ 31 ]      |
| 18 января   | Frozen                                      | Саундтрек                       | [ 10 ]      |
| 25 января   | Frozen                                      | Саундтрек                       | [ 32 ]      |
| 1 февраля   | High Hopes                                  | Брюс Спрингстин                 | [ 12 ]      |
| 8 февраля   | Frozen                                      | Саундтрек                       | [ 33 ]      |
| 15 февраля  | Frozen                                      | Саундтрек                       | [ 34 ]      |
| 22 февраля  | Now 49                                      | Various artists                 | [ 35 ]      |
| 1 марта     | The Outsiders                               | Эрик Чёрч                       | [ 36 ]      |
| 8 марта     | Frozen                                      | Саундтрек                       | [ 37 ]      |
| 15 марта    | Oxymoron                                    | Скулбой Кью                     | [ 38 ]      |
| 22 марта    | Mastermind                                  | Рик Росс                        | [ 14 ]      |
| 29 марта    | Frozen                                      | Саундтрек                       | [ 39 ]      |
| 5 апреля    | Frozen                                      | Саундтрек                       | [ 40 ]      |
| 12 апреля   | Frozen                                      | Саундтрек                       | [ 41 ]      |
| 19 апреля   | Frozen                                      | Саундтрек                       | [ 42 ]      |
| 26 апреля   | Frozen                                      | Саундтрек                       | [ 43 ]      |
| 3 мая       | Frozen                                      | Саундтрек                       | [ 44 ]      |
| 10 мая      | Frozen                                      | Саундтрек                       | [ 45 ]      |
| 17 мая      | Frozen                                      | Саундтрек                       | [ 46 ]      |
| 24 мая      | Now 50                                      | Various Artists                 | [ 47 ]      |
| 31 мая      | Turn Blue                                   | The Black Keys                  | [ 16 ]      |
| 7 июня      | Ghost Stories                               | Coldplay                        | [ 48 ]      |
| 14 июня     | Ghost Stories                               | Coldplay                        | [ 49 ]      |
| 21 июня     | Platinum                                    | Миранда Ламберт                 | [ 17 ]      |
| 28 июня     | Lazaretto                                   | Джек Уайт                       | [ 50 ]      |
| 5 июля      | Ultraviolence                               | Лана Дель Рей                   | [ 51 ]      |
| 12 июля     | x                                           | Эд Ширан                        | [ 19 ]      |
| 19 июля     | Trigga                                      | Trey Songz                      | [ 52 ]      |
| 26 июля     | 1000 Forms of Fear                          | Sia                             | [ 53 ]      |
| 2 августа   | Mandatory Fun                               | «Странный Эл» Янкович           | [ 22 ]      |
| 9 августа   | 5 Seconds of Summer                         | 5 Seconds of Summer             | [ 54 ]      |
| 16 августа  | Hypnotic Eye                                | Tom Petty and the Heartbreakers | [ 24 ]      |
| 23 августа  | Guardians of the Galaxy: Awesome Mix Vol. 1 | Саундтрек к/ф Стражи Галактики  | [ 55 ]      |
| 30 августа  | Guardians of the Galaxy: Awesome Mix Vol. 1 | Саундтрек к/ф Стражи Галактики  | [ 56 ]      |
| 6 сентября  | Blacc Hollywood                             | Wiz Khalifa                     | [ 57 ]      |
| 13 сентября | My Everything                               | Ariana Grande                   | [ 58 ]      |
| 20 сентября | V                                           | Maroon 5                        | [ 59 ]      |
| 27 сентября | Anomaly                                     | Lecrae                          | [ 60 ]      |
| 4 октября   | Partners                                    | Барбра Стрейзанд                | [ 25 ]      |
| 11 октября  | Cheek to Cheek                              | Тони Беннетт и Lady Gaga        | [ 61 ]      |
| 18 октября  | Bringing Back the Sunshine                  | Blake Shelton                   | [ 26 ]      |
| 25 октября  | Old Boots, New Dirt                         | Jason Aldean                    | [ 27 ]      |
| 1 ноября    | Anything Goes                               | Florida Georgia Line            | [ 62 ]      |
| 8 ноября    | .5: The Gray Chapter                        | Slipknot                        | [ 63 ]      |
| 15 ноября   | 1989                                        | Тейлор Свифт                    | [ 28 ]      |
| 22 ноября   | 1989                                        | Тейлор Свифт                    | [ 29 ]      |
| 29 ноября   | 1989                                        | Тейлор Свифт                    | [ 64 ]      |
| 6 декабря   | Four                                        | One Direction                   | [ 30 ]      |
| 13 декабря  | 1989                                        | Тейлор Свифт                    | [ 5 ]       |
| 20 декабря  | 1989                                        | Тейлор Свифт                    | [ 65 ]      |
| 27 декабря  | 2014 Forest Hills Drive                     | J. Cole                         | [ 66 ]      |